# Karl August Maximilian von Engel

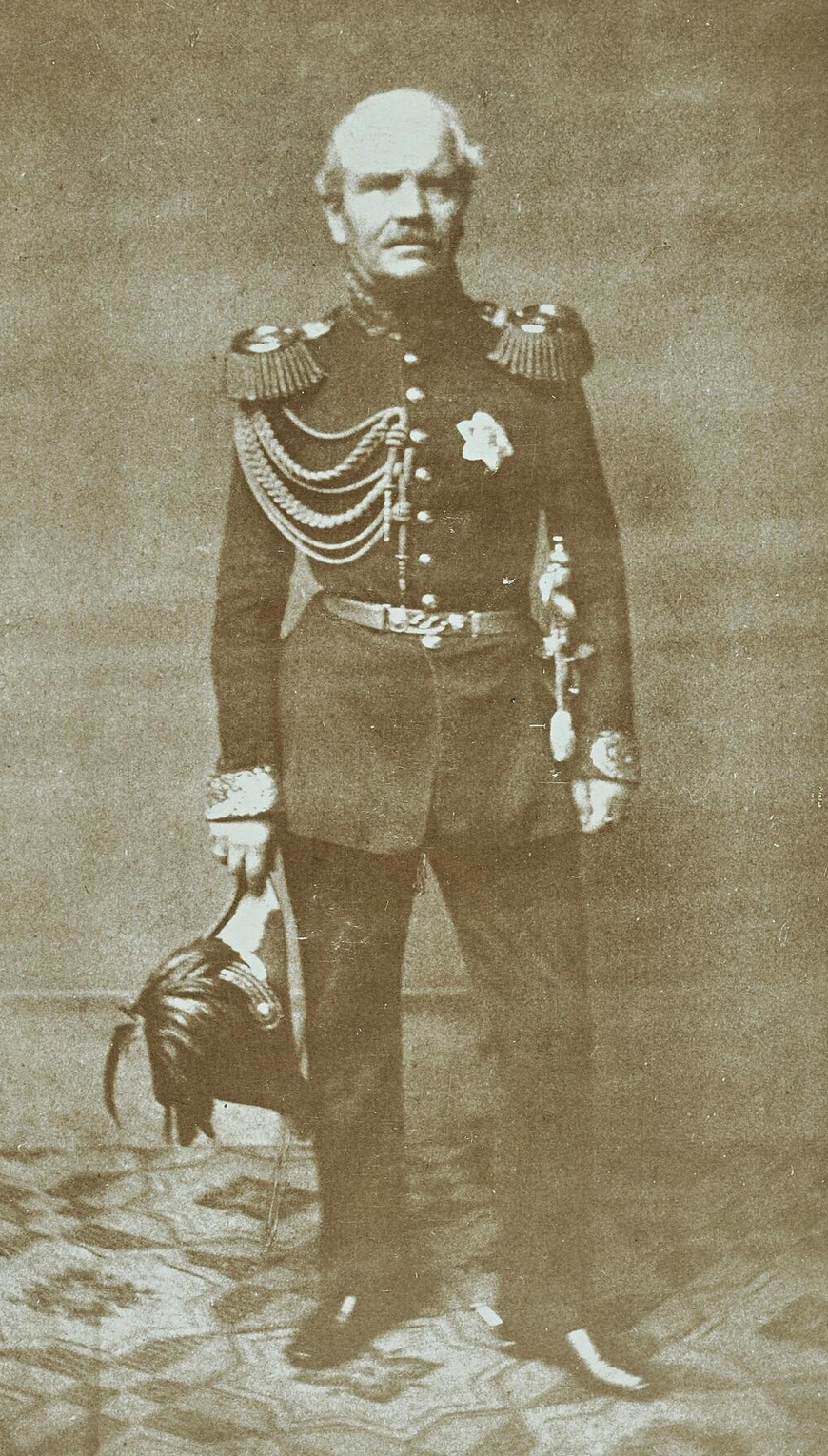
Karl August Maximilian von Engel, aufgenommen am 10. Januar 1860

Karl August Maximilian von Engel (* 10. August 1795 in Dresden; † 16. September 1881 ebenda) war ein sächsischer General der Kavallerie und Oberstallmeister.

## Leben
Engel entstammte einem mecklenburgischen Adelsgeschlecht, das zuerst in Schweden zu seinem Adel gekommen ist, sich später auch nach Sachsen, Livland und Österreich ausbreiten konnte. Er war Sohn des sächsischen Oberst der Kavallerie Max von Engel und dessen Ehefrau, einer geborenen von Curnatowska. Zu seinen weiteren Vorfahren zählten der schwedische Oberst der Kavallerie Joachim Engel und der sächsische Rittmeister und Schriftsteller Lüder Engel.
Karl August Maximilian von Engel wurde inmitten des Fünften Koalitionskriegs im Jahr 1809 zum Leutnant der Kavallerie befördert. Nach Teilnahme an zahlreichen Schlachten avancierte er bis 1815 zum Oberleutnant. In den Nachkriegszeit durchlief er in den folgenden Jahren eine gewöhnliche militärische Laufbahn und wurde am 16. Dezember 1822 zum aggregierten Rittmeister und Eskadronschef beim Königlich-Sächsischen 1. leichten Reiter-Regiments vacant Prinz Clemens befördert. 1823 wurde er in das Garde-Reiter-Regiment versetzt. Nach mehrjähriger Tätigkeit wurde er im Regiment am 11. August 1832 zum aggregierten Major befördert, obwohl er die weiteren Jahre zunächst weiterhin als Eskadronschef fungierte. Nachfolgend war er Flügeladjutant des sächsischen Königs, wobei er 1842 zum Oberstleutnant und am 18. Dezember 1845 zum Oberst avancierte. Ab 1848 erfolgte seine Verwendung als königlicher Generaladjutant und Oberstallmeister, wodurch er 1847 zum Generalmajor befördert wurde. Am 12. August 1849 erfolgte seine Beförderung zum Generalleutnant. Er wurde am 17. Oktober 1850 mit dem Komturkreuz I. Klasse des sächsischen Verdienstordens ausgezeichnet. 1865 wurde er unter Genehmigung seines Abschiedsgesuches zur Disposition gestellt.
Im Ruhestand war er ab 1866 Mitglied bei der Landeskommission, wonach er im selben Jahr noch zum General der Kavallerie befördert wurde. Ein Sohn, Clemens, wurde 1866 im Zuge des Krieges gegen Preußen als Adjutant des Erbprinzen von Meiningen gefangen genommen.
König Johann ernannte ihn 1869 zum Mitglied der I. Kammer des Sächsischen Landtags, der er auf den Landtagen 1869/70 und 1871/73 angehörte.